# Anisodes psilomera
Anisodes psilomera là một loài bướm đêm trong họ Geometridae.